# (100257) 1994 SF9
(100257) 1994 SF9 es un asteroide perteneciente al cinturón de asteroides, descubierto el 28 de septiembre de 1994 por el equipo del Spacewatch desde el Observatorio Nacional de Kitt Peak, Arizona, Estados Unidos.

## Designación y nombre
Designado provisionalmente como 1994 SF9.

## Características orbitales
1994 SF9 está situado a una distancia media del Sol de 2,646 ua, pudiendo alejarse hasta 2,768 ua y acercarse hasta 2,524 ua. Su excentricidad es 0,046 y la inclinación orbital 2,487 grados. Emplea 1572 días en completar una órbita alrededor del Sol.

## Características físicas
La magnitud absoluta de 1994 SF9 es 16,2.